# 마르고트 프랑크
마르고트 베티 프랑크(독일어: Margot Betti Frank, 1926년 2월 16일 ~ 1945년 2월 또는 3월)는 안네 프랑크의 언니이다. 마르고트 베티 프랑크는 안네보다 먼저 독일 베르겐벨젠 수용소에서 장티푸스에 걸려 죽었다. 아버지 오토 프랑크와 어머니 에디트 프랑크의 첫째 딸이며 은신처에서 페터 판 단, 판 단 부부, 알베르트 뒤셀, 오토 프랑크, 에디트 프랑크, 안네 프랑크와 같이 지냈지만 1944년 8월 4일에 은신처가 발각되어 유대인 포로 수용소를 떠돌다가 1945년 2월 또는 3월에 티푸스로 죽었다.